# 阿爾巴尼亞伊斯蘭教
伊斯蘭教，根據2011年人口普查是佔阿爾巴尼亞58.79%人口信仰的宗教，是該國最大的宗教，多數是遜尼派穆斯林，一部分是拜克塔什教團什葉派穆斯林。伊斯蘭教是奧斯曼帝國時代引入阿爾巴尼亞，並一直是最大的宗教，但在恩維爾·霍查統治時期因推行國家無神論政策，伊斯蘭教被禁止活動，到1991年才恢復活動。

## 奧斯曼帝國時代
伊斯蘭教是在14世紀時由奧斯曼帝國引入阿爾巴尼亞，在阿爾巴尼亞北部因山區地勢的阻礙和基督天主教徒的抵抗而傳播緩慢，但在中部和南部的城市中的阿爾巴尼亞人精英大多接受了伊斯蘭教。阿爾巴尼亞穆斯林帕夏和貝伊在奧斯曼帝國政治生活中起重要作用，使伊斯蘭教在阿爾巴尼亞成為有吸引力的宗教。
阿爾巴尼亞穆斯林可分為兩大類:遜尼派穆斯林和拜克塔什教團，遜尼派穆斯林多生活在北部和中部，拜克塔什教團信徒多生存在南部。
在奧斯曼時代，多數阿爾巴尼亞穆斯林也是因拜克塔什教團的緣故而信教，他們因德夫希爾梅制度多被徵入耶尼切里军团，有42位奧斯曼大維齊爾是出身阿爾巴尼亞穆斯林。

## 獨立後初期
阿爾巴尼亞於1912年獨立後，在20世紀民主制，君主制以及後來的共產主義政權系統性的去宗教化，在全國所有其他宗教，包括伊斯蘭教經歷了劇烈的變化。
1923年，按阿爾巴尼亞親王國政府計劃，在地拉那召開的阿爾巴尼亞穆斯林大會決定打破哈里發，建立一種新禱告形式（站立，而不是傳統的禮拜），放棄一夫多妻制和強制婦女在公共場合使用面紗（蓋頭）的做法。

## 社会主义時期
穆斯林神職人員，與天主教和東正教神職人員一樣，在阿爾巴尼亞勞動黨領導人恩維爾·霍查在1967年宣布完全禁止宗教後停止所有活動，直到1990年。當時霍查宣稱阿爾巴尼亞是世界上唯一無神論國家。

## 民主化至今
受東歐民主化浪潮的影響，阿尔巴尼亚劳动党政权在1990年—1991年逐步放弃原有的社会制度。1992年，阿爾巴尼亞政府允许宗教自由，伊斯蘭教得以再次在阿爾巴尼亞活動和傳播。
現在阿爾巴尼亞是伊斯蘭合作組織中唯一的歐洲國家成員。
在2011年4月，阿爾巴尼亞的首都地拉那成立了第一所伊斯蘭大學：比迪爾大學。